# Église Notre-Dame de Biéville
Pour les articles homonymes, voir Biéville (homonymie).
L'église Notre-Dame de Biéville est une église catholique située à Biéville-Beuville, en France. De style roman, elle date du XIIe siècle.

## Localisation
L'église est située dans le département français du Calvados, sur la commune de Biéville-Beuville.

## Historique
Construite au XIIe siècle, l'église est de style roman.
L'édifice, appartenant à la commune, est classé au titre des monuments historiques en 1910.
Du vivant de Guillaume le Conquérant, Renouf, vicomte de Bayeux,  fait don à l'abbaye Saint-Étienne de Caen de l'église de Biéville et de la dîme qui en dépend. La mort de Guillaume en 1087 provoque des troubles violents à la faveur desquels des exactions sont commises par les membres de l'aristocratie locale. Renouf reprend la dîme de Biéville et ne la rend à Saint-Étienne que contre la somme de 55 livres.
En 1364, l'église est transformée en forteresse jusqu'à la fin de la guerre de Cent Ans.
Le 7 juin 1944, le clocher de l'église est presque entièrement détruit par les Anglais tentant d'éliminer un tireur allemand. L'église n'a été complètement restaurée qu'en 1960.

## Architecture
L'édifice est constitué par une nef de trois travées prolongée par un chevet droit plus petit et d'une hauteur moins élevée. Le clocher est accolé à la première travée du mur gouttereau nord du chœur . Dans son prolongement une sacristie de style néo-roman  harmonisé au reste du bâtiment a été rajoutée au XIXe siècle.

### Façade occidentale
Le portail en plein cintre de la façade occidentale  est couvert par un arc à ressauts formé de trois rouleaux. Le premier rouleau orné d'étoiles s'appuie directement sur le montant au nu de l'ouverture. Le deuxième au décor de bâtons brisés opposés repose de chaque côté sur une imposte surmontant un chapiteau à godrons porté par une colonne.
le troisième est un rouleau d'archivolte orné de rosaces à quatre lobes lancéolés qui repose sur l'imposte  partagée avec le deuxième rouleau. Les motifs géométriques  sont très caractéristiques de la période romane en Normandie.  Deux têtes humaines très abimées soutiennent le dernier rang de rosaces.
Le deuxième étage de la façade est orné d'une arcature formée de six baies cintrées dont deux seulement sont ouvertes en fenêtres. Le troisième étage est percé d'une fenêtre unique placée entre deux oculus. Une croix antéfixe romane à branches égales inscrites dans un cercle trône sur le sommet de cette façade.

### Nef
Côté nord, la façade de la nef est ponctuée par trois contreforts entre lesquels s'insèrent dans la partie haute, trois triplets similaires comprenant chacun une fenêtre en son milieu. Sous le toit, des modillons, comme ceux de nombreuses autres églises romanes, intriguent par leurs représentations parfois obscènes.
Le mur sud de la nef, à l'origine parfaitement semblable au mur nord, a été transformé par la suppression de deux triplets en plein-cintre, dont on voit les vestiges, pour faire place à deux grandes fenêtres carrées aux arcs surbaissés.
À l'intérieur, le plafond de la nef est lambrissé. Au-dessus de la porte d'entrée une tribune en bois permet d'accueillir des chanteurs, des musiciens ou une sonorisation. la chaire à prêcher, comme toujours placée du côté de l'évangile est en en pierre. 
L'arc triomphal en plein cintre qui sépare la nef du chœur est très surbaissé, voire en anse de panier. Ses trois rouleaux  ornés de frettes crénelées, d'étoiles et de besants sont soutenus par des colonnes aux chapiteaux sculptés de simples cannelures, de représentations d'animaux fantastiques et autres.

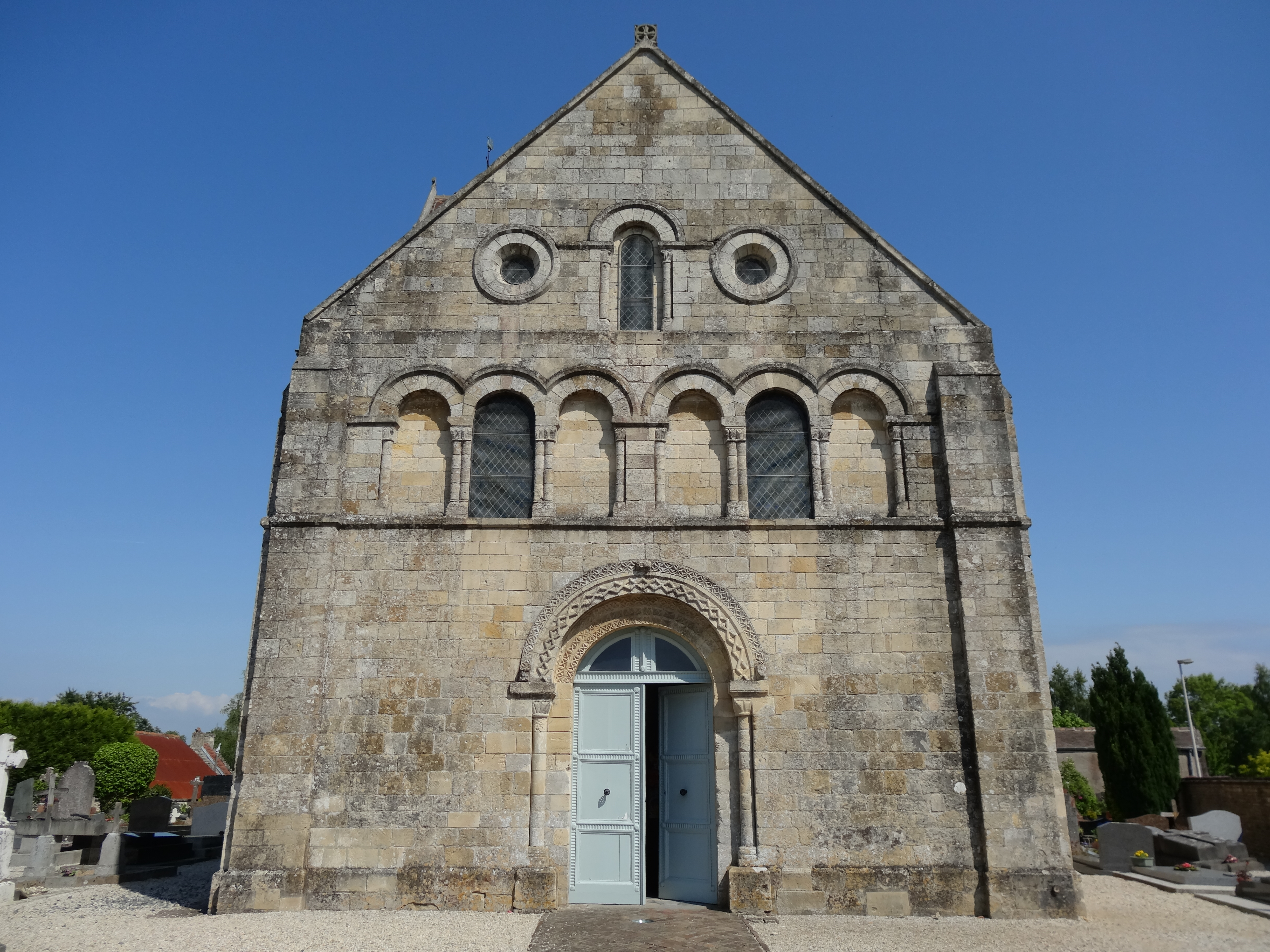
Façade occidentale de l'église et sa porte à l'archivolte décorée de motifs géométriques.
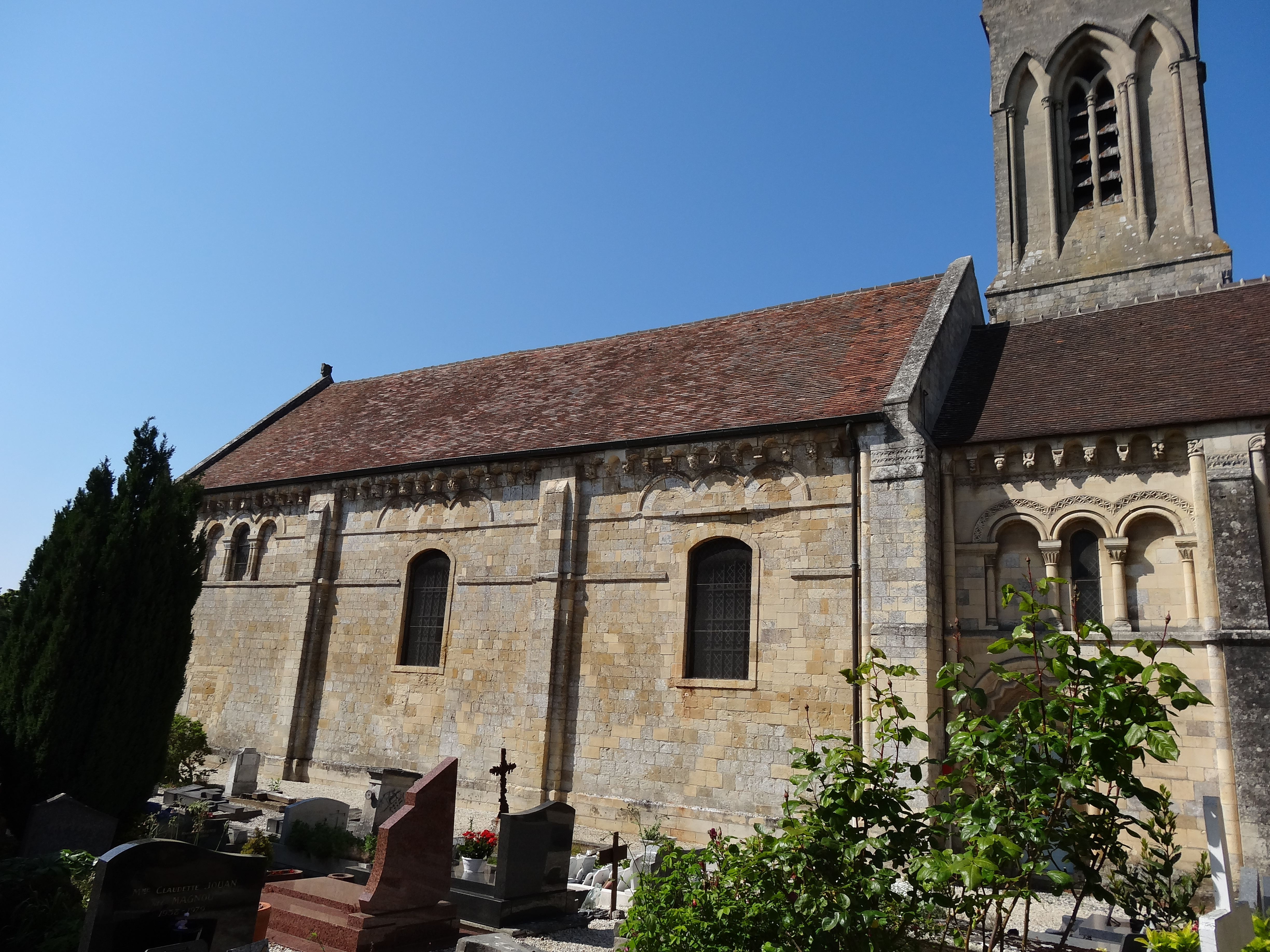
À gauche, triplet d'origine,  grandes fenêtres de la nef percées très ultérieurement, vestiges des arcatures romanes d'origine.
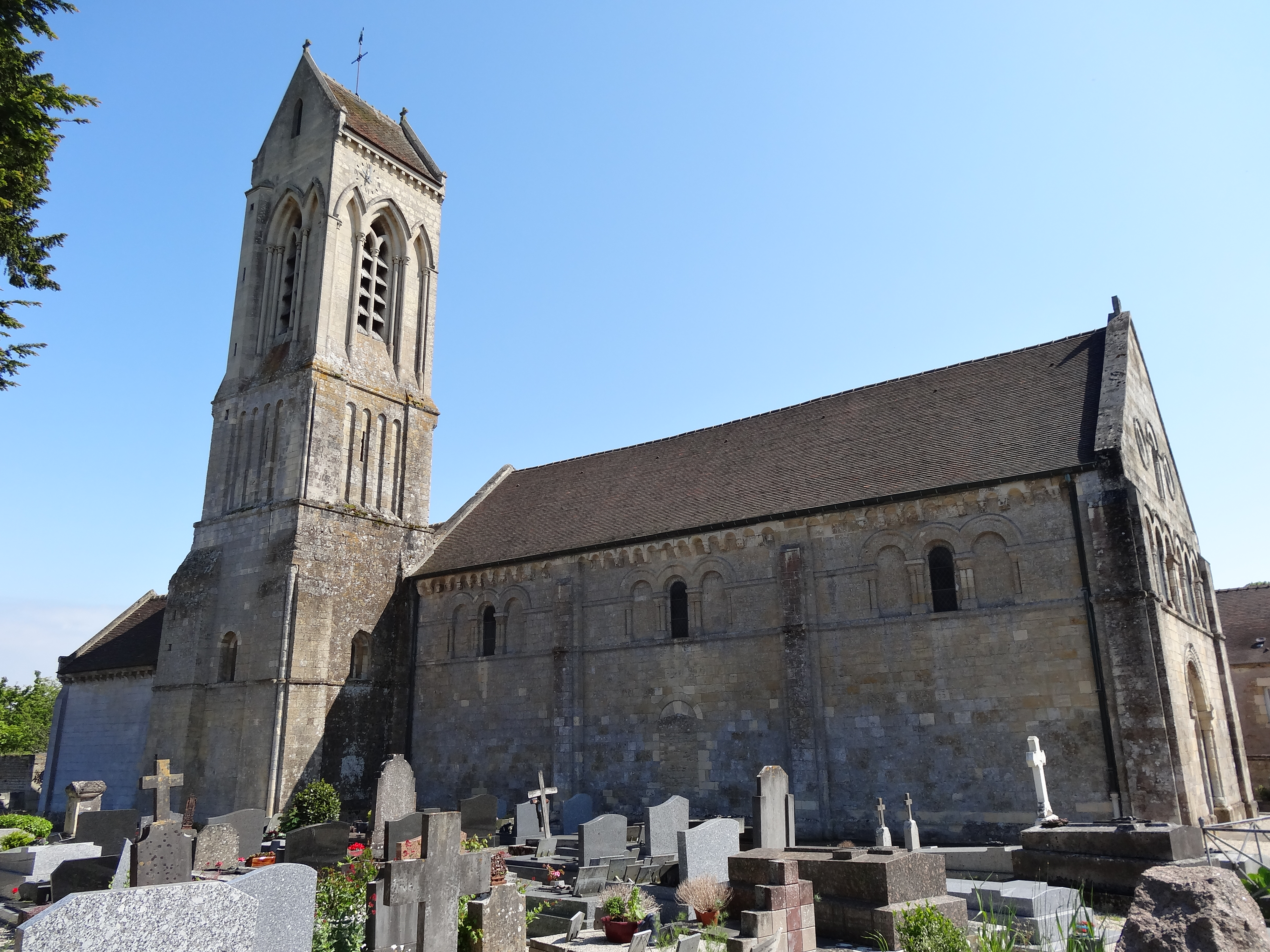
Façade nord de la nef et clocher

### Clocher
Le soubassement et le premier étage de la tour sont datés du XIIe. Comme pour la plupart des  petites églises  du Calvados de cette époque le clocher latéral est construit sur un plan carré au-dessus d'une chapelle voûtée.
La base, dont les angles sont pourvus de colonnettes, est percée par trois fenêtres cintrées dont deux seulement sont visibles. La troisième ouverture donne dans la sacristie accolée au chœur.
Le deuxième niveau est visible sur ses quatre côtés ornés d'arcatures en plein-cintre qui retombent sur des pilastres. Chaque angle est également souligné d'une colonnette. Le troisième niveau , construit à une époque ultérieure, est orné sur chaque face d'une ouverture en tiers-point entre deux baies aveugles en arc brisé . Le toit en bâtière est couvert d'ardoises.
Le trou par lequel on tirait les cordes pour sonner les cloches avant l'électrification de ces dernières se trouve de fait dans la chapelle installée sous le clocher. Cet espace voûté d'une croisée d'ogives en arc-brisé communique avec le chœur par une large baie également en arc brisé. Un autel placé dans un renfoncement était éclairé autrefois par une fenêtre. Les vitraux de cette baie sont encore en place mais ne donnent plus de lumière depuis la construction à la toute fin du XIXe siècle ou au début du XXe siècle de la sacristie de style néo-gothique placée juste derrière. Les deux ouvertures en plein-cintre percées dans le soubassement du clocher éclairent la chapelle.

### Choeur
Le chœur est constitué de deux travées. Les contreforts du mur sud sont  flanqués de colonnettes. Deux d'entre eux sont ornés dans leur partie supérieure par deux rangs d'imbrications. Ce décor qui se retrouve en frise entre les modillons et les arcs des triplets est d'origine. Par contre les baies sont néo-romanes et les modillons sont très restaurés. Des triplets semblables à ceux du mur nord de la nef ont remplacé deux fenêtres gothiques du XIVe siècle ou du XVe siècle.  Et le couvrement en arc plein-cintre de la porte avec son archivolte à bâtons brisés a été rétabli. Ces transformations ont été opérées entre 1892  et 1910 pour redonner l'aspect d'origine du mur. Une sacristie néo-romane a été  adossée au début du XXe siècle au mur nord ,  près du clocher.
A l'intérieur le chœur est voûté contrairement à la nef. Les chapiteaux à godrons qui ornent très souvent les églises romanes normandes sont éclipsés ici par des chapiteaux représentant des têtes humaines, des chiens, un aigle, un hibou, des tourterelles, un singe et d'autres animaux fantastiques. 

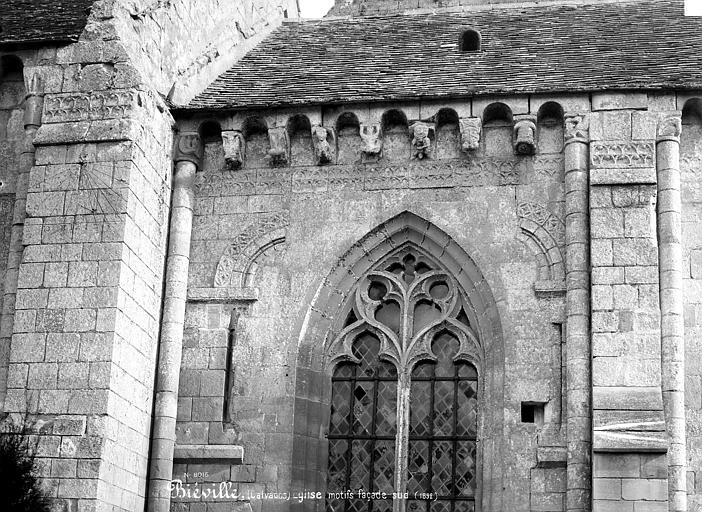
Façade sud du chœur avant 1910.
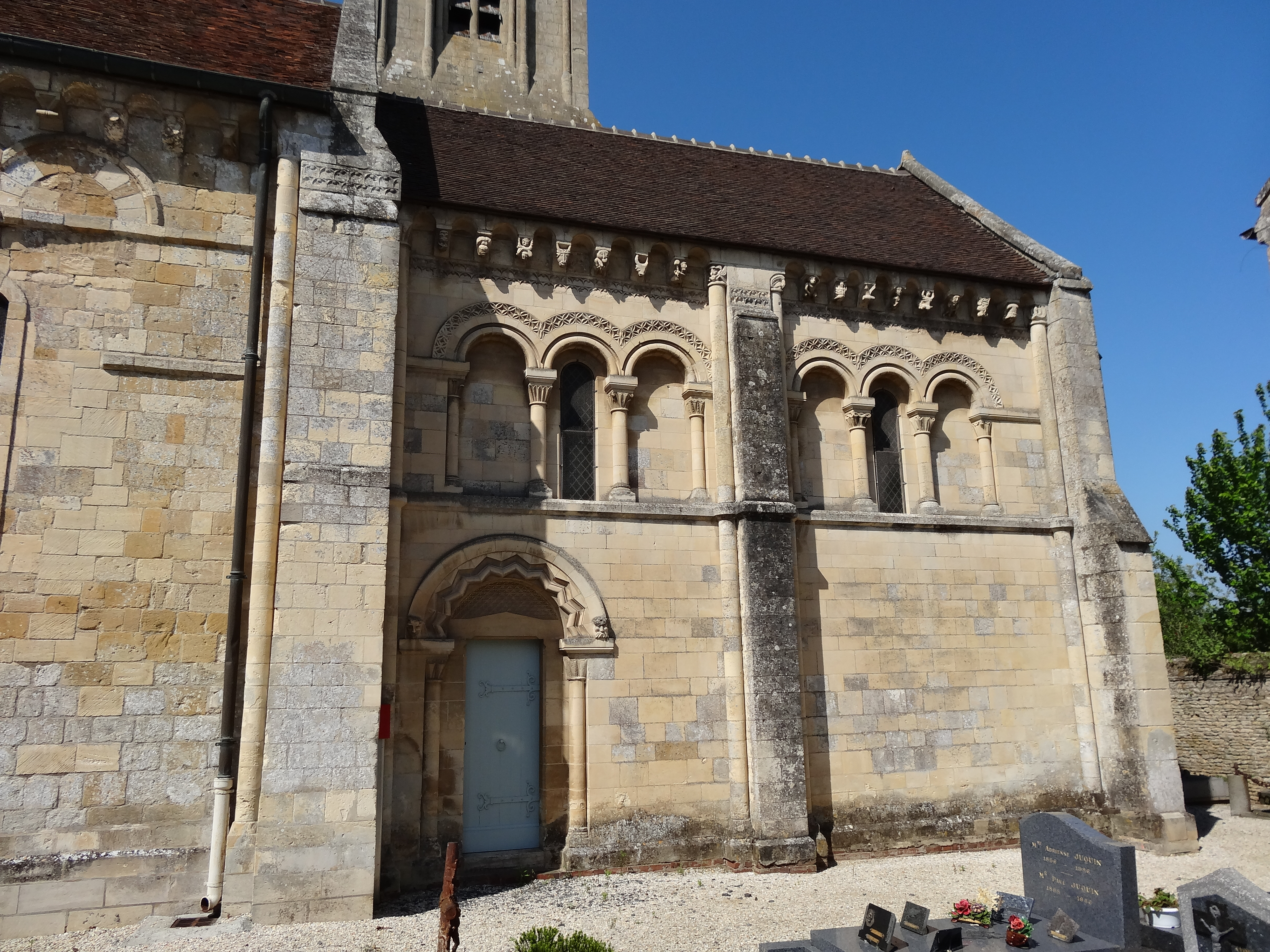
Porte et triplets néo-romans de la fin du XIXe siècle.
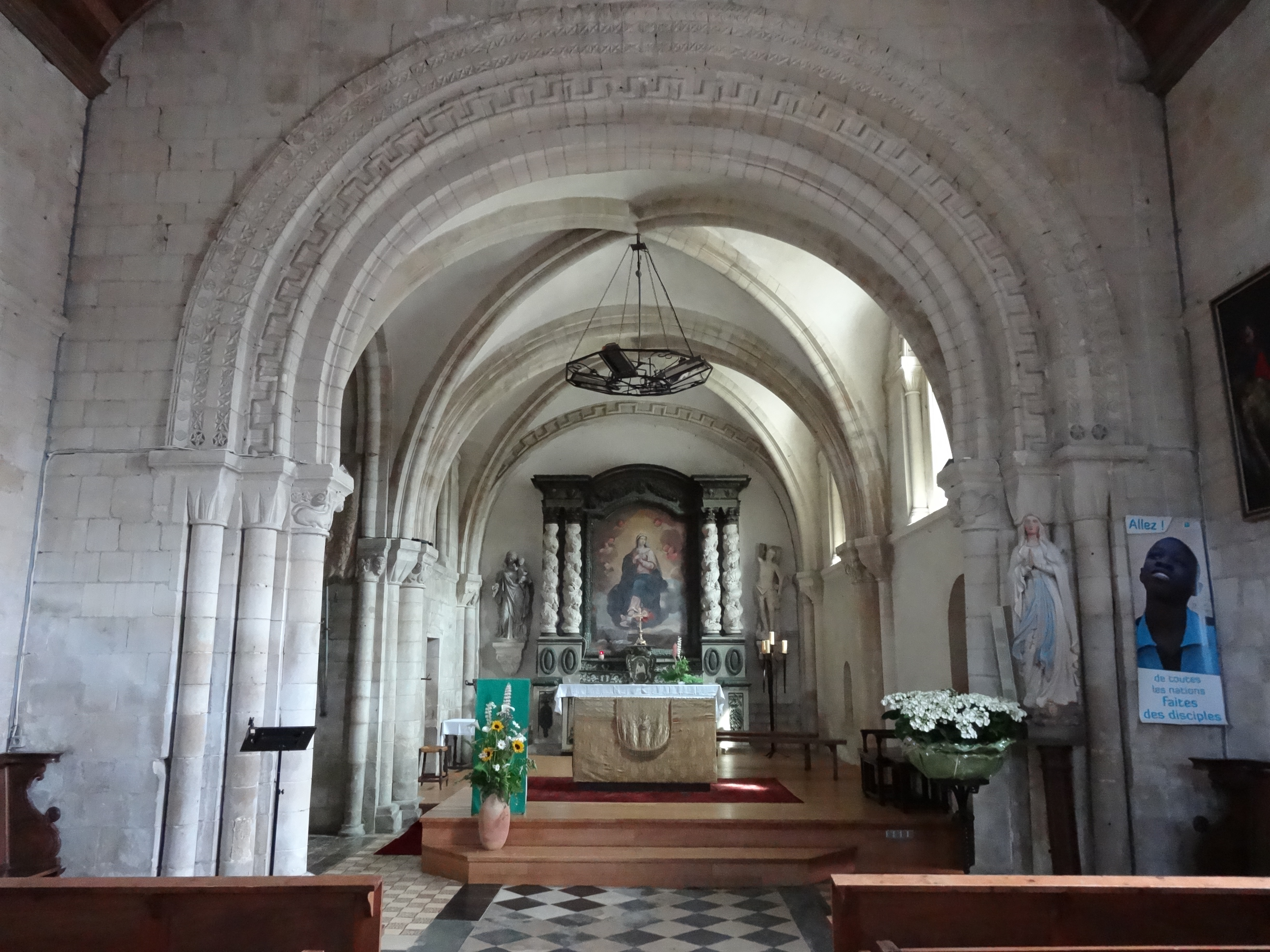
Arc triomphal décoré de besants, d'étoiles et de frettes crénelées.

La sacristie a été construite vers 1888

### Mobilier

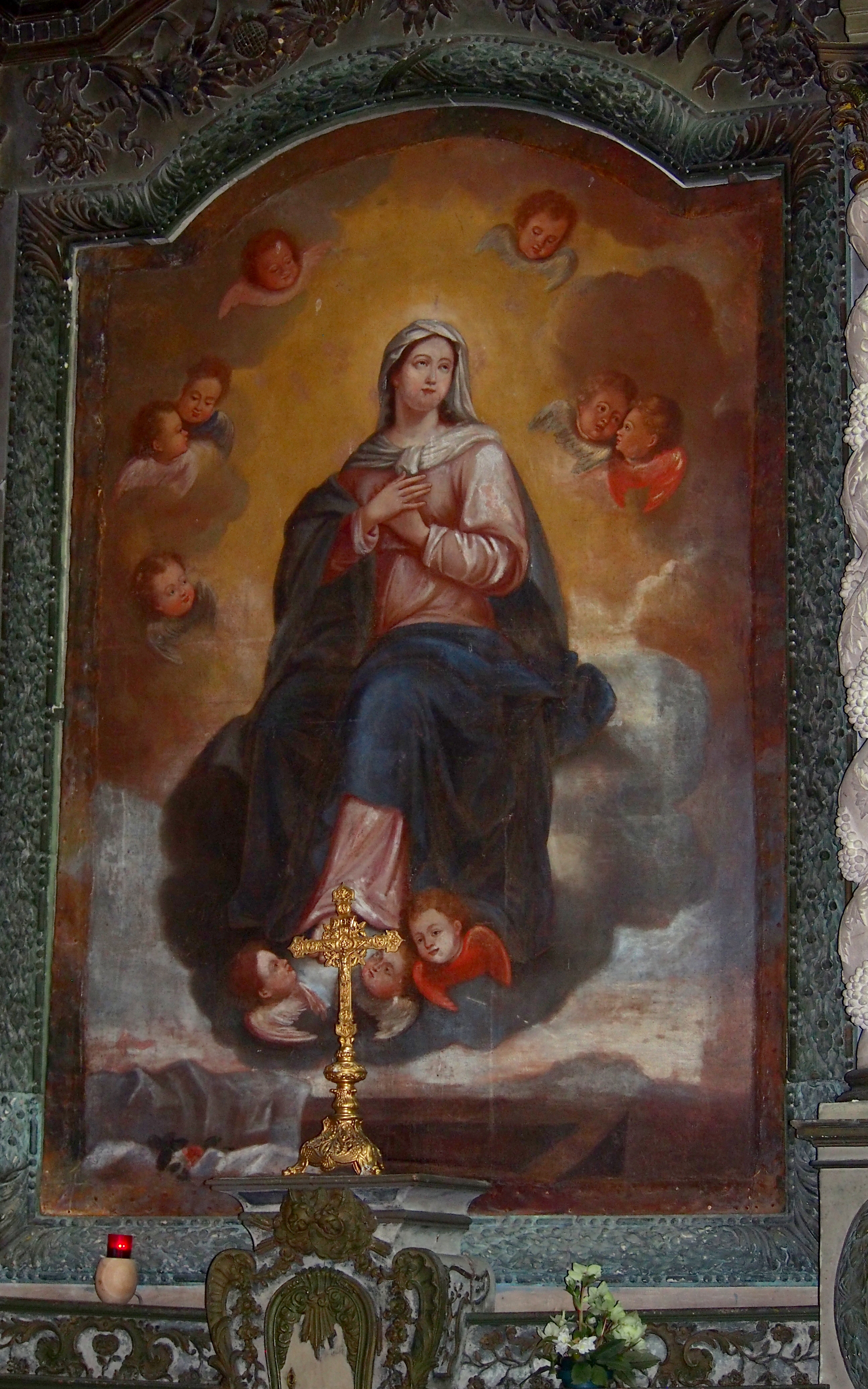
Le tableau L'Assomption du maitre-autel.

L'ensemble autel-tabernacle-retable et le tableau qui représente l'Assomption sont du XVIIIe siècle
Cette église, romane dans sa majeure partie ressemble beaucoup à celle de Mouen qui était également sous le patronage de l'abbaye Saint-Étienne de Caen.